# Minda Ramm
Minda Mathea Olava Ramm (27 de diciembre de 1859–11 de abril de 1924) fue una novelista, traductora y crítica literaria noruega.

## Biografía
Ramm nació en Sogndal, hija de Vally Marie Caroline Juell y del párroco Jens Ludvig Carl Olsen.
Mientras estudiaba en Kristiania fue miembro fundadora de la sociedad de discusión de mujeres Skuld (Diskusjonsforeningen Skuld), la entidad precursora de la Asociación Noruega de los Derechos de las Mujeres. Ramm fue la primera secretaria de la sociedad, mientras que las otras cinco cofundadoras fueron Cecilie Thoresen, Anna Bugge, Laura Rømcke, Marie Holst, y Betzy Børresen.
Ramm se graduó de candidata realium en 1890.
En 1893 se casó con el escritor Hans E. Kinck. Poco después de su matrimonio, la pareja viajó a París, donde se quedaron durante aproximadamente un año.

## Carrera literaria
Ramm hizo su debut literario en 1896, con la novela Lommen ("El bolsillo"), donde una estudiante cuenta su historia. Los libros posteriores incluyen Overtro. Skildringer fra ottiårene ("Superstición. Narraciones de los años ochenta") (1898), un estudio psicológico. Además, el satírico Valgaar ("Año electoral") de 1909, y finalmente Fotfæste de 1918, que se ha descrito como su obra principal.